# Peščenica – Žitnjak
Peščenica-Žitnjak Zágráb városnegyede Horvátországban, a főváros délkeleti részén.

## Fekvése
Zágráb városközpontjától 4 km-re keletre fekszik. Magában foglalja Zágráb város délkeleti részét és Ivanja Reka független települését. Északkeletre a Slavonska sugárút választja el Gornja Dubrava és Szeszvete városrészektől. Délkeleten a Zágráb megye területével, délnyugatra a Szávával és Novi Zágrábbal, nyugaton a Heinzelova utcán a Trnje városrészhez kapcsolódik. Északnyugati része Peščenica egészen a Zvonimirova utcáig terjed, és Donji Grad, valamint Maksimir városnegydekkel határos. A területének háromnegyede északon Slavonska sugárút, délen pedig Száva folyó között húzódik. Ez Žitnjak, népiesen „Zágráb városának hasa”, egy hagyományos mezőgazdasági terület, ahol az itt élők többsége ma is zöldségtermesztéssel foglalkozik. Žitnjakon, a Savica Šanci körzetben összesen 131,05 hektáron kisebb tavak, a Száva holtágainak maradványai és kavicsbányák találhatók, amely egyedülálló vizi- és parkerdei területet képez. 1991 óta védett terület állati élőhelyekkel, horgászparadicsommal, melyben több mint 150 madárfaj, köztük 53 vizi élőlényfaj találta élőhelyét. A városnak ezen részén két fontos vízkút is található: Sašnjak a peščenicai részen, és Petruševec a negyed žitnjaki részében. Ez utóbbira új kutak épülnek, így hamarosan a város legnagyobb vízellátó helyévé válik.
Peščenica-Žitnjak ma a következő településrészeket foglalja magában: 
- Peščenica részei: Stara Peščenica, Donje Svetice, Volovčica, Ferenščica,
- Északnyugaton: Borongaj, Borongaj Lugovi, Vukomerec,
- Délnyugaton: Borovje, Folnegovićevo naselje, Oton Župančić,
- Žitnjak és környéke: Kozari Bok, Kozari putevi, Savica–Šanci, Petruševec, Resnik, Ivanja Reka és Žitnjak.

## Története
A Peščenica (vagy Pešćenica) név (mindkét változat helyes) elsősorban a városnak ma Stara Peščenica néven ismert részét jelenti, melyet a Zvonimirova, Heinzelova és Nova Branimirova utcák határolnak. Peščenica akkor keletkezett, amikor Janko Holjac akkori zágrábi polgármester a Laščinčaktól keletre, Borongajska felé eső területen villanegyedet alapított, mely azonban csak az első világháború után valósult meg. Zágráb város önkormányzata 1932. április 16-án tartott ülésén határozatot hozott 207 volovčicai telek eladásáról és az addig rétként és szántóföldként használt területen azonnal megkezdte a szennyvízcsatorna és az út kiépítését. Ezzel megindult Peščenica további növekedése. A régi 
Peščenica mellett tervszerűen épített településrész az elmúlt 80 évben a társadalmi élet központjává vált. Volovčicával párhuzamosan, és különösen a második világháború után, további városi települések jöttek létre a mai Peščenica-Žitnjak városrész területén: Donje Svetice, Ferenščica, Borongaj, Folnegovićevo naselje és Vukomerec. Mindezek a települések, kivéve Folnegović települést, mára szervesen kapcsolódnak Peščenica fogalmához.

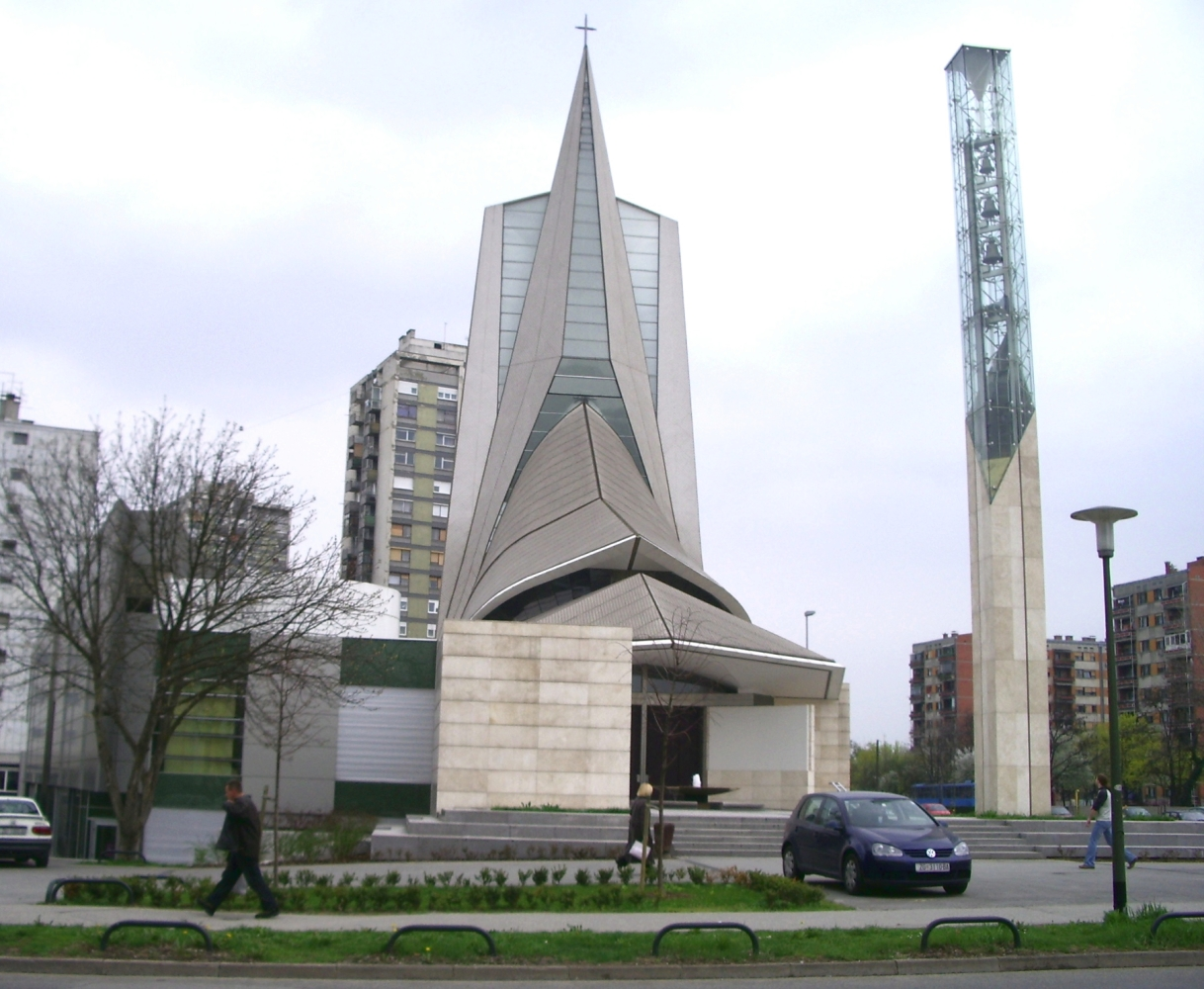
A peščenicai boldog Augustin Kazotić templom

A žitnjaki falvak jóval Peščenica előtt alakultak ki. Közöttük a legrégibb és a mai városrész területén a legidősebb Resnik, amelyet Ivanja Rekával együtt már 1217 óta említenek. Itt állt 1674 óta a plébániatemplom, amely nemcsak Žitnjak, hanem a mai Donja Dubrava városrész és a szomszédos Dugo Selo település legrégibb plébániatemploma is volt. Iskolája 1876 óta működött. 1866-ban Vukomerecen 6 ház állt 83 lakossal, Resniknek 23 háza volt 234 lakossal, Žitnjakon 10 ház állt 177 lakossal, Ivanja Rekán 16 ház volt 219 lakossal, Petruševacon pedig 3 ház volt 70 lakossal. Borongaj Lug 6 mindössze lakossal rendelkezett.
Az urbanizált településrészek csak a második világháború után kezdték teljes lendületben építeni. Mai arculatuk kialakulása nagyrészt az 1980-as évek végén fejeződött be. Ezzel ellentétben az idősebb, vidéki jellegű településrészek többségében az elmúlt harminc évben többnyire illegális, nem engedélyezett építkezések történtek. A házépítés tilalmának elrendelése mellett Zágrábnak ezen a részén a város legnagyobb ipari övezetét hozták létre.
Peščenica lakosságának legnagyobb részét ma munkások alkotják, akik főként az INA üzemében és más közeli gyárakban dolgoznak. A munkakeresés által kiváltott migrációs folyamatok Horvátország minden részéből és a volt Jugoszlávia más részeiről Peščenicába vonzották az embereket. Az 1991-es népszámlálás szerint a településrészen már 55 204 lakos élt. A népesség beáremlását tovább fokozta a délszláv háború által kiváltott menekülthullám. A Zágráb város 2000. évi statisztikai évkönyve megállapítja, hogy Peščenica-Žitnjakon 1998-ban 1561 menekült, 1999-ben pedig 1 365 menekült és lakóhelyét elhagyni kényszerült ember élt.

## Kultúra
Peščenicai kultúrközpont. Pešča ChillOUT nevű kulturális rendezvénysorozatot 2019-ben indították, azzal a céllal, hogy Peščenicán a helyi és a szélesebb közönség számára olyan minőségi kulturális és művészeti programot biztosítson, amely a sokféleségével kielégíti a szélesebb közönség ízlését, és így összekapcsolja a különböző társadalmi és korcsoportokat, ösztönzi a társadalmi beilleszkedést.

## Oktatás
Žitnjak település első népiskolája 1911. október 1-jén nyílt meg. Azon a napon a padokban ülő gyermekek száma összesen 35 volt. Az 1958/59-es tanév során, pontosabban 1958. december 16-án az iskola új épületbe költözött. 1959 szeptemberében az iskola felvette Đuro Đaković nevét, majd 1991-ben hivatalos neve Žitnjak Általános Iskola lett. Az iskola új épületének építése Zágráb város nagyfokú támogatásával 1997-ben kezdődött. Maga az építés nem ment nehézségek nélkül, de 3 év építés után 2000. szeptember 11-én már az új épületben csengett az iskola csengője. A 25 osztályteremben 630 diák kezdte meg a tanítást.